# Jerusalem aus Gold
Jerusalem aus Gold (hebräisch יְרוּשָׁלַיִם שֶׁל זָהָב Jərūschalajim schel Sahav) ist ein populäres israelisches Lied der Sängerin und Komponistin Naomi Schemer aus dem Jahr 1967.

## Entstehung und Bedeutung

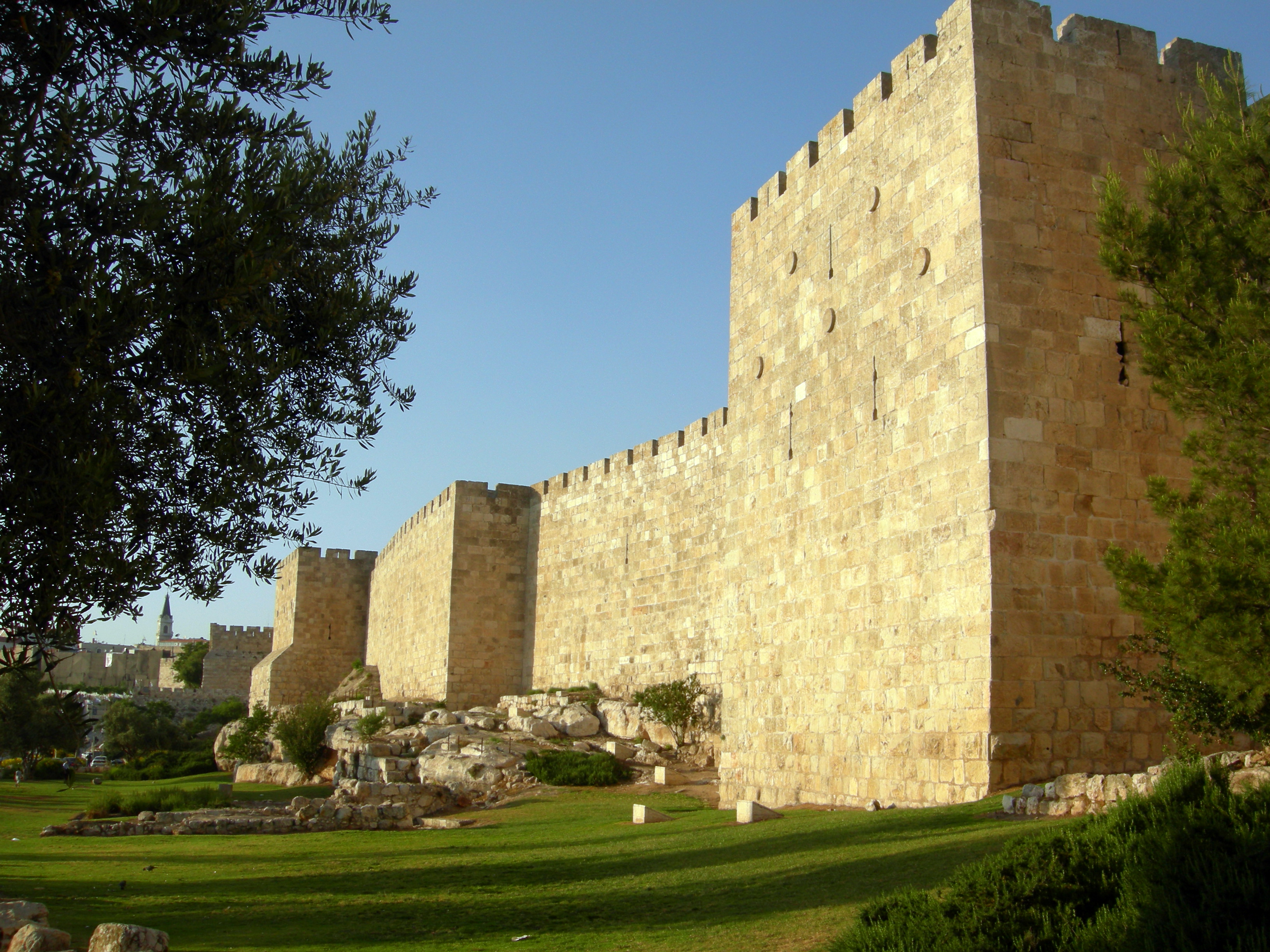
Jerusalem

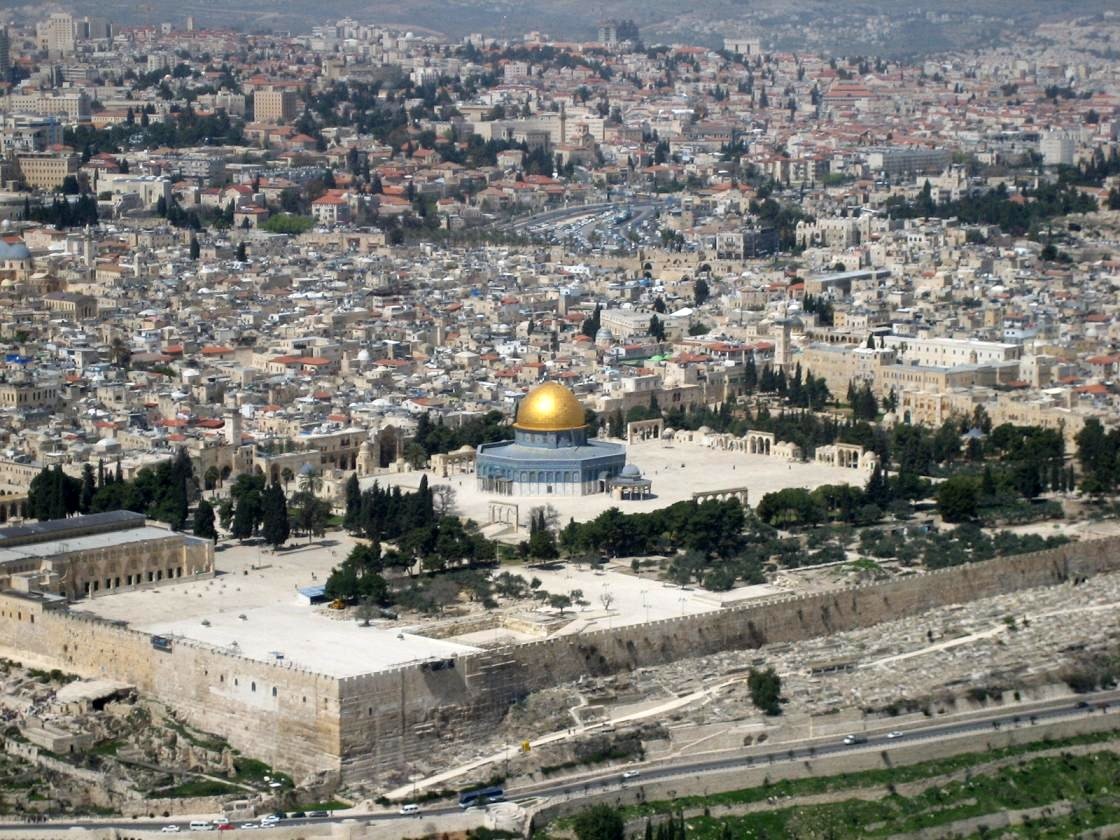
Tempelberg in Jerusalem

Der Titel des Liedes geht laut Schalom Ben-Chorin auf einen talmudischen Ausdruck zurück: „Rabbi Akiba schenkte seiner Frau ein ‚Goldenes Jerusalem‘; offenbar handelte es sich um ein Schmuckstück, eine Kamee oder Gemme, vielleicht auch ein Amulett“. Die Formulierung findet sich im Raschi-Kommentar zum Traktat Nedarim 50a im Babylonischen Talmud.
Naomi Schemer komponierte den Song kurz vor dem Sechstagekrieg. Damals, in den Jahren von 1948 bis 1967, war die Jerusalemer Altstadt, die im Palästinakrieg von der Arabischen Legion besetzt worden war, für Israelis noch unzugänglich. Der Text handelt von der mehrtausendjährigen Geschichte der Juden und ihrer Sehnsucht nach Jerusalem. In ihm heißt es u. a.:
Die Brunnen sind leer von Wasser,

Der Marktplatz wie ausgestorben,

Der Tempelberg dunkel und verlassen

Dort in der Altstadt …
Am 15. Mai 1967 wurde Jerusalem aus Gold, das die Sängerin Shuly Nathan am Vortag auf einem Festival erstmals vorgetragen hatte, als „Lied des Jahres“ preisgekrönt. Es wurde sehr schnell populär und in dem Krieg, der nur drei Wochen später ausbrach, zu einem Schlachtruf der israelischen Truppen. Am 7. Juni 1967 stimmten es Fallschirmjäger vor der Klagemauer in der Altstadt an, die sie an diesem Tag eingenommen hatten. Dabei verwendeten sie einen spontan entstandenen neuen Text, der den Refrains – „Jerusalem aus Gold, aus Bronze und aus Licht, siehe, ich bin eine Laute für all Deine Lieder“ – auf den Kopf stellte:
Jerusalem von Stahl, Eisen und Finsternis,

Durch Deine Mauern haben wir Dich befreit,

Die Soldaten rannten hinein in Blut und Rauch,

Und nach dem Tod kam die Trauer …

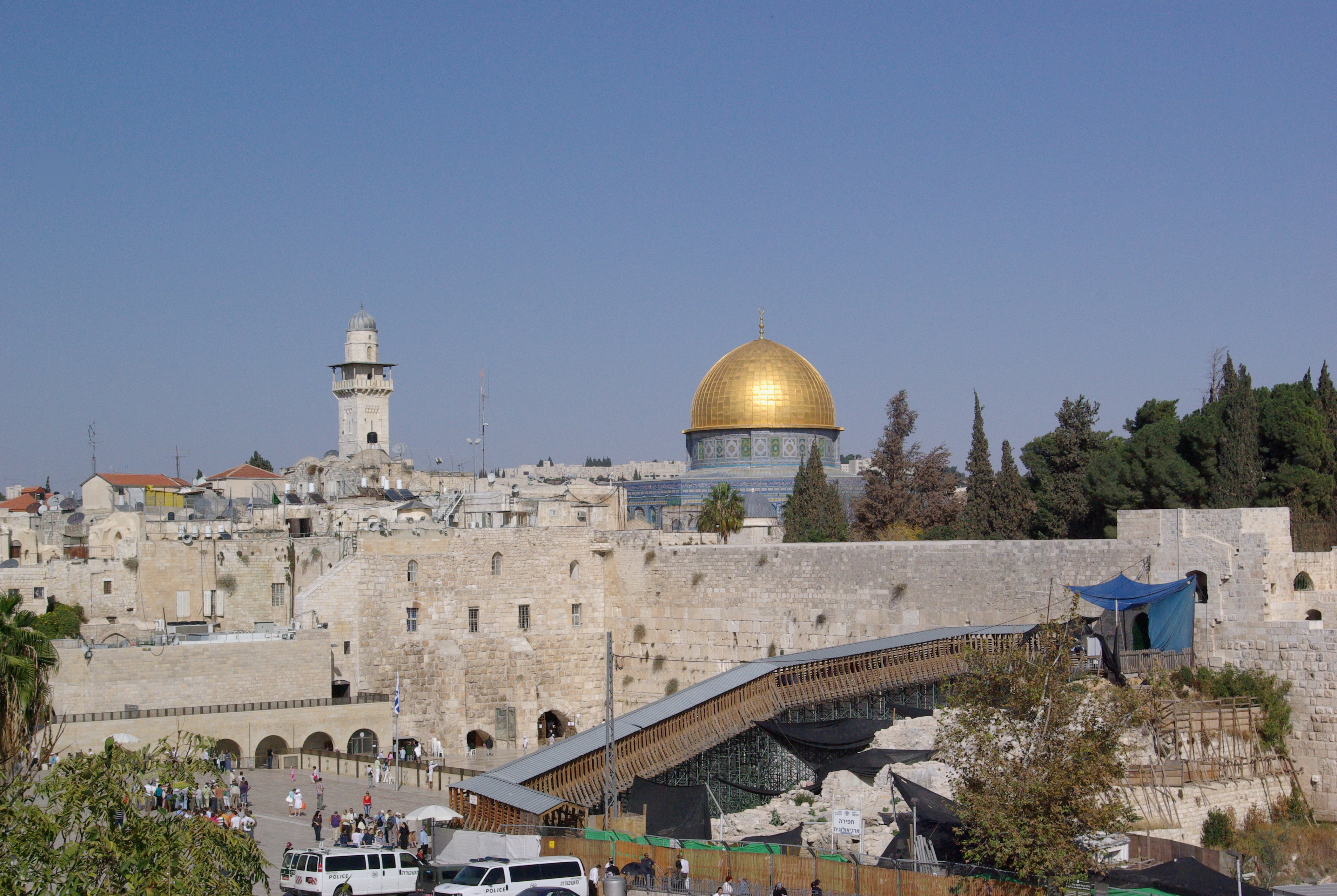
Klagemauer mit Felsendom

Daraufhin wandelte die Komponistin Naomi Schemer ihrerseits eine der Strophen ab, um die Wiedervereinigung Jerusalems zu feiern:
Die Brunnen sind wieder mit Wasser gefüllt,

Der Platz mit einer freudigen Menge,

Vom Tempelberg ertönt über die Stadt

Laut der Schofar …
Bei ihrem Tod 2004 hinterließ Naomi Schemer ein Schreiben, wonach die Melodie nicht von ihr selbst komponiert, sondern – unbewusst – von einem baskischen Wiegenlied namens Pello Joxepe übernommen worden sein soll. Allerdings soll sie zu Lebzeiten Ähnlichkeiten mit diesem Lied immer wieder abgestritten haben.

## Rezeption
Der israelische Friedensaktivist Uri Avnery schrieb später: „Über Nacht wurde das Lied Jeruschalajim schel Sahav zum höchsten Ausdruck der Nationalgesinnung, zum Symbol des Sieges, der als Erlösung angesehen wurde.“ Avnery, damals Abgeordneter der Knesset, schlug Jerusalem aus Gold als Nationalhymne für den Staat Israel vor, auch wenn er sich an den „angehängten nationalistischen Phrasen“ störte. Über diese Eingabe wurde jedoch nie abgestimmt, so blieb es bei HaTikwa. Avnery spricht dem Lied jedoch den „inoffiziellen Status einer zweiten Nationalhymne“ zu.
Nach Schalom Ben-Chorin erlangte das Lied „in zahllosen Übersetzungen: englisch, französisch, deutsch, ja sogar finnisch eine ungeheure Popularität. Amerikanisch-jüdische Reformgemeinden nahmen das Lied in ihre Liturgie auf, und die populäre Zeitschrift Reader’s Digest widmete ihm einen ganzen Artikel.“
Im deutschsprachigen Raum wurde Jerusalem aus Gold vor allem durch die Schlussszene des Filmes Schindlers Liste bekannt. Da das Lied in Israel aber mit dem Sechstagekrieg verbunden wird, wird diese Stelle in der israelischen Filmversion musikalisch mit Eli, Eli (A Walk to Caesarea) untermalt.
Zur selben Melodie wird das deutschsprachige Neue Geistliche Lied Ihr Mächtigen, ich will nicht singen gesungen. Der Text von Christine Heuser (1930–2020) ist, gerade in Hinblick auf das Sehnsuchts- und Heimkehrmotiv, an Jerusalem aus Gold angelehnt, bezieht sich jedoch auf das „Himmlische Jerusalem“. Der Text stellt keine – auch keine freie – Übersetzung des Originals dar.